# Pionosyllis anophthalma
Pionosyllis anophthalma är en ringmaskart som beskrevs av Capaccioni och San Martín 1989. Pionosyllis anophthalma ingår i släktet Pionosyllis och familjen Syllidae. Inga underarter finns listade i Catalogue of Life.